# Anorgasmie
Anorgasmie is het onvermogen tot het bereiken van een orgasme bij de geslachtsgemeenschap, vooral bij vrouwen. Anorgasmie kan het gevolg zijn van angst om betrapt te worden, van conflicten met de partner, het ontbreken van tederheid of techniek bij de partner en schuld- of schaamtegevoelens. Soms is er een dieper liggende problematiek, waar therapie bij een seksuoloog voor nodig is. Bij de man kan dit in zekere zin worden vergeleken met impotentie.

## Prevalentie
Uit het onderzoek Seksualiteit in Nederland, uitgevoerd door Sandfort en Van Zessen in 1991, en ook uit het onderzoek van Bezemer en Heffels (Liever de lusten, 1993) blijkt dat rond de tien procent van de vrouwen nooit klaarkomt.
Raboch en Boudnik ondervroegen in 1990 2425 gynaecologische patiënten tijdens hun verblijf in een kuuroord. Er werden subgroepen gemaakt op basis van het geboortejaar (tussen 1911 en 1970). In de groep vrouwen geboren tussen 1961 en 1970 werd er een opmerkelijke stijging in het aantal vrouwen opgemerkt die niet tot een orgasme konden komen. Volgens de onderzoekers heeft dit te maken met druk in de sociale omgeving.